# Lista över flygplatser i Georgien
Detta är en lista över flygplatser i Georgien, indelade efter typ och sorterade efter ort. 

## Flygplatser
Flygplatser vars namn står i fetstil har regelbunden passagerartrafik med kommersiella flygbolag.
| Stad                                      | Region                                    | ICAO                                      | IATA                                      | Flygplatsnamn                                         | Koordinater                                    |
| Internationella och regionala flygplatser | Internationella och regionala flygplatser | Internationella och regionala flygplatser | Internationella och regionala flygplatser | Internationella och regionala flygplatser             | Internationella och regionala flygplatser      |
| ----------------------------------------- | ----------------------------------------- | ----------------------------------------- | ----------------------------------------- | ----------------------------------------------------- | ---------------------------------------------- |
| Batumi                                    | Adzjarien [†]                             | UGSB                                      | BUS                                       | Batumis internationella flygplats                     | 41°36′37″N 041°35′58″Ö / 41.61028°N 41.59944°Ö |
| Kobuleti                                  | Adzjarien                                 |                                           |                                           | Kobuleti flygplats                                    |                                                |
| Kutaisi                                   | Imeretien                                 | UGKO                                      | KUT                                       | Kutaisis internationella flygplats                    | 42°10′35″N 042°28′57″Ö / 42.17639°N 42.48250°Ö |
| Poti                                      | Megrelien-Övre Svanetien                  | UGSP                                      |                                           | Poti flygplats                                        | 42°09′47″N 041°42′08″Ö / 42.16306°N 41.70222°Ö |
| Pschu                                     | Abchazien [‡]                             |                                           |                                           | Pschu flygplats                                       |                                                |
| Suchumi                                   | Abchazien [‡]                             | UGSS                                      | SUI                                       | Suchumi Dranda flygplats (Suchum Babusjara flygplats) | 42°51′29″N 041°07′41″Ö / 42.85806°N 41.12806°Ö |
| Tbilisi                                   | (huvudstad)                               | UGTB                                      | TBS                                       | Tbilisis internationella flygplats                    | 41°40′09″N 044°57′17″Ö / 41.66917°N 44.95472°Ö |
| Mestia                                    | Svanetien                                 |                                           |                                           | Drottning Tamars flygplats                            |                                                |
| Militära flygplatser                      |                                           |                                           |                                           |                                                       |                                                |
| Gudauta                                   | Abchazien [‡]                             |                                           |                                           | Gudauta flygbas                                       | 43°06′14″N 040°34′45″Ö / 43.10389°N 40.57917°Ö |
| Marneuli                                  | Nedre Kartlien                            |                                           |                                           | Marneuli flygbas                                      | 41°27′33″N 044°46′59″Ö / 41.45917°N 44.78306°Ö |
| Tbilisi                                   | (huvudstad)                               |                                           |                                           | Tbilisi-Soganlug flygbas                              | 41°38′57″N 044°56′11″Ö / 41.64917°N 44.93639°Ö |
| Tbilisi                                   | (huvudstad)                               |                                           |                                           | Vaziani flygbas                                       | 41°37′40″N 045°01′50″Ö / 41.62778°N 45.03056°Ö |

† Adzjarien är en autonom republik.
‡ Abchaziens status är omdiskuterad, Georgien hävdar att det är en autonom republik (se: Abchazien).